# Robert Laycock
Robert Edward Laycock (Londra, 18 aprile 1907 – Londra, 10 marzo 1968) è stato un generale britannico.

## Biografia

### I primi anni
Laycock nacque a Londra il 18 aprile 1907, figlio primogenito del brigadiere generale sir Joseph Frederick Laycock (m. 1952), ufficiale della Royal Artillery, e di sua moglie Katherine Mary Hare (1872–1959), precedentemente sposata al VI marchese di Downshire (m. 1918), ed ella stessa nipote di William Hare, II conte di Listowel. Laycock fu per questo fratellastro del VII marchese di Downshire. La loro sorella, Josephine (m. 1958) sosò il II lord Daresbury. Il padre di Laycock ottenne il cavalierato per il suo servizio durante la prima guerra mondiale.
Laycock venne educato alla Lockers Park School ed all'Eton College, seguendo poi il corso per ufficiali del Royal Military College Sandhurst, nel quale si distinse nelle materie scientifiche. Poco dopo iniziò a lavorare in una fabbrica.

### La carriera militare
Nel 1927 ottenne la commissione come ufficiale nelle Royal Horse Guards. Prestò servizio nella seconda guerra mondiale come tenente colonnello coi suoi commando in Nord Africa, Creta, Sicilia ed Italia per poi essere promosso maggiore generale e divenire capo delle Combined Operations nel 1943. Mantenne tale posizione sino al 1947.

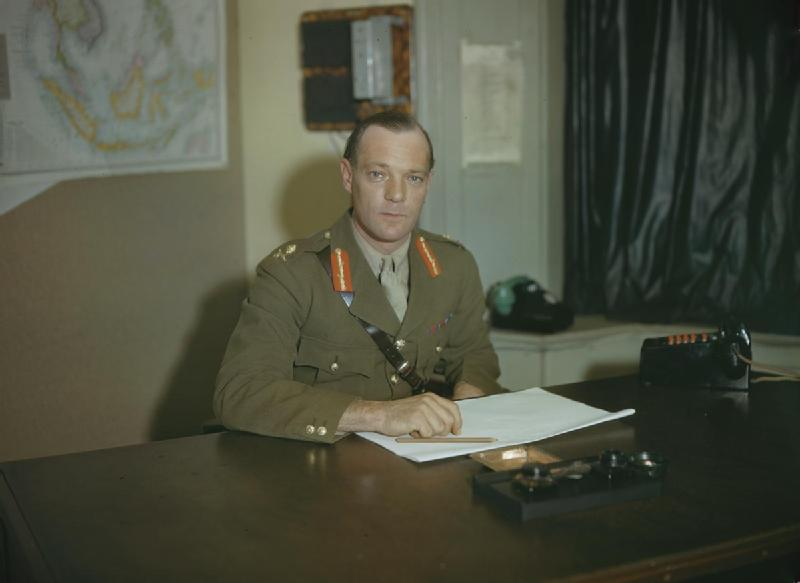
R. Laycock nel 1943

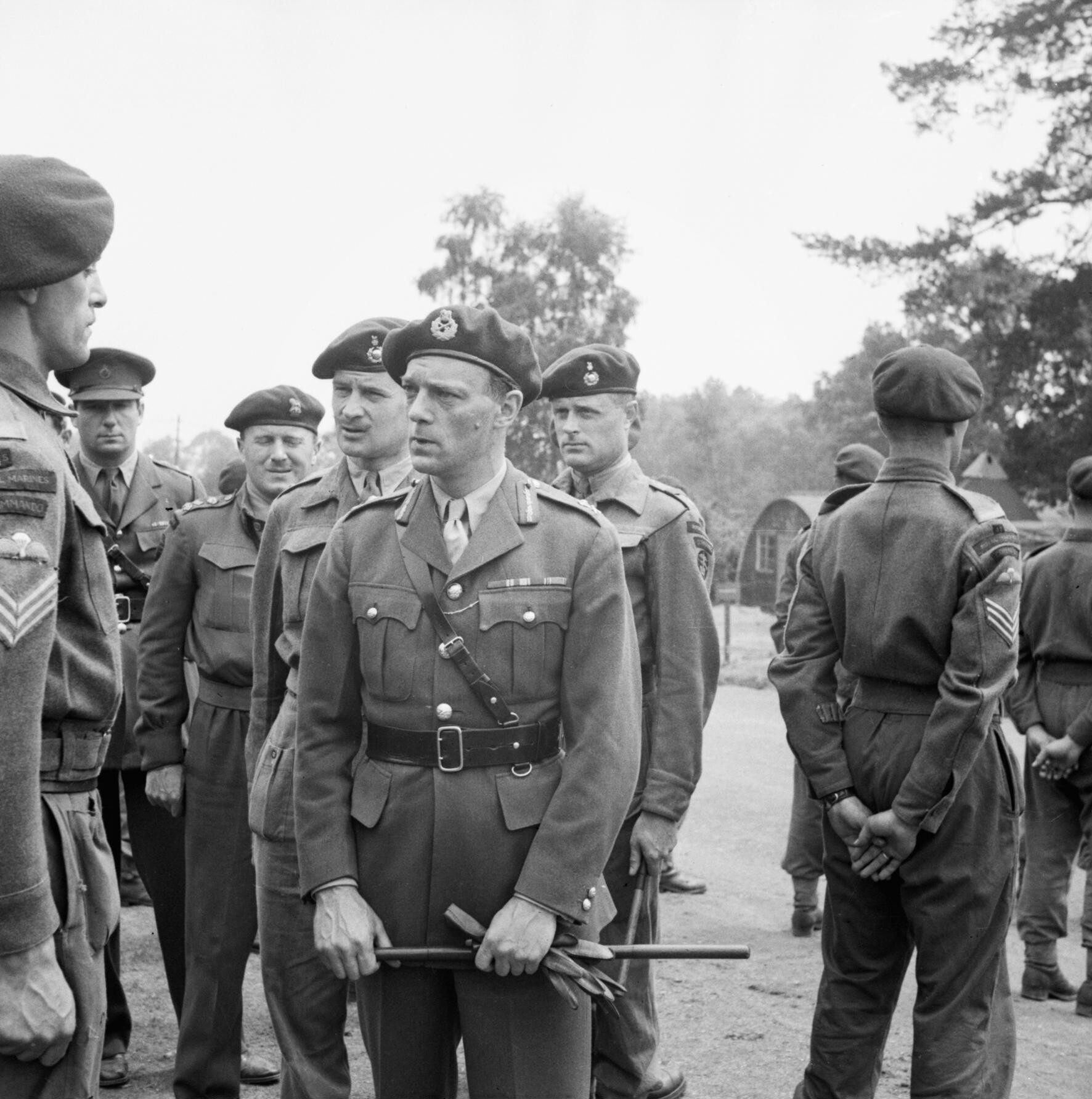
Laycock ispeziona dei commando di Marine poco prima dello sbarco in normandia del 1944

### Governatore di Malta
Nel 1954, il suo vecchio amico, Anthony Head, ora Segretario di Stato per la Guerra nominò Laycock alla posizione di Commander-in-Chief e Governatore di Malta. Il periodo di nomina fu pieno di tensioni per l'indipendenza locale guidata da Dom Mintoff. Laycock prestò servizio sino al 1959.

### Gli ultimi anni
Laycock soffrì di problemi di circolazione che gli provocavano dolori soventi ad una gamba. Egli venne nominato Lord Luogotenente del Nottinghamshire nel 1962. Noto cavallerizzo, yachtsman e collezionista di libri, i suoi interessi fecero di lui un uomo colto ed alla moda. Si diceva che non avesse nemici. Mentre tornava dalla camminata mattutina dopo la messa della domenica il 10 marzo 1968 morì per un attacco di cuore. La sua fortuna venne stimata in 279.910 sterline.

## Matrimonio e figli
Laycock sposò nel 1935 Claire Angela Louise Dudley Ward (1916–1999) figlia minore di William Dudley Ward, parlamentare liberale per Southampton e di Freda Dudley Ward nata Winifred May Birkin, nipote di Sir Thomas Isaac Birkin, I baronetto. Dalla moglie ebbe due figli e tre figlie. Angela morì nel 1999.
- Edwina Ottilie Jane Laycock (n. 1936), ebbe discendenza
- Joseph William Peter Laycock (1938-prima del 16 dicembre 1980), annegato accidentalmente con la figlia di otto anni nel Tamigi. Nel 1971 sposò Eve Lucinda Fleming (n. 15 maggio 1947), più conosciuta col nome d'arte di attrice di Lucy Fleming, figlia minore dello scrittore Peter Fleming e nipote dello scrittore Ian Fleming, creatore di "James Bond".
- Benjamin Richard Laycock (n. 1947), ebbe discendenza.
- Emma Rose Laycock (n. 1943), sposò nel 1964 Sir Richard Chartier Carnac Temple, V baronetto (n. 1937), dal quale ebbe discendenza.[3]
- Katherine Martha Laycock (n. 1949), sposò nel 1969 David Mlinaric (n. 1939), interior designer e decoratore,[4] dal quale ebbe discendenza.